# Porcari (Atessa)
Porcari è un sito archeologico nel comune di Atessa, in provincia di Chieti.

## Descrizione
Su di un antico tratturo, nel 1977 è stata trovata una statuetta in bronzo alta 32 centimetri denominata "Dio Ignudo di Atessa". Successive campagne di scavo hanno portato alla luce un  témenos o recinto sacro, ove, all'interno vi sono i ruderi di un tempietto in antis con pareti dipinte e i pavimenti in opus signinum. Sempre questi scavi hanno portato alla luce pavimentazioni posti a spina di pesce e due basi di colonne. Inoltre sono stati trovati vari frammenti di terracotta rosa dipinta con vernice nero-bruna tra cui un catino con decorazione di serpente ed una testa di cavallo, vari manufatti in bronzo e ferro tra cui una moneta e la base di una statua di bronzo